# だざいふ遊園地
だざいふ遊園地（だざいふゆうえんち）は、福岡県太宰府市宰府4丁目7番8号に位置する遊園地。
西日本鉄道（西鉄）・太宰府天満宮などが出資して設立された株式会社太宰府園が運営する。

## 概説

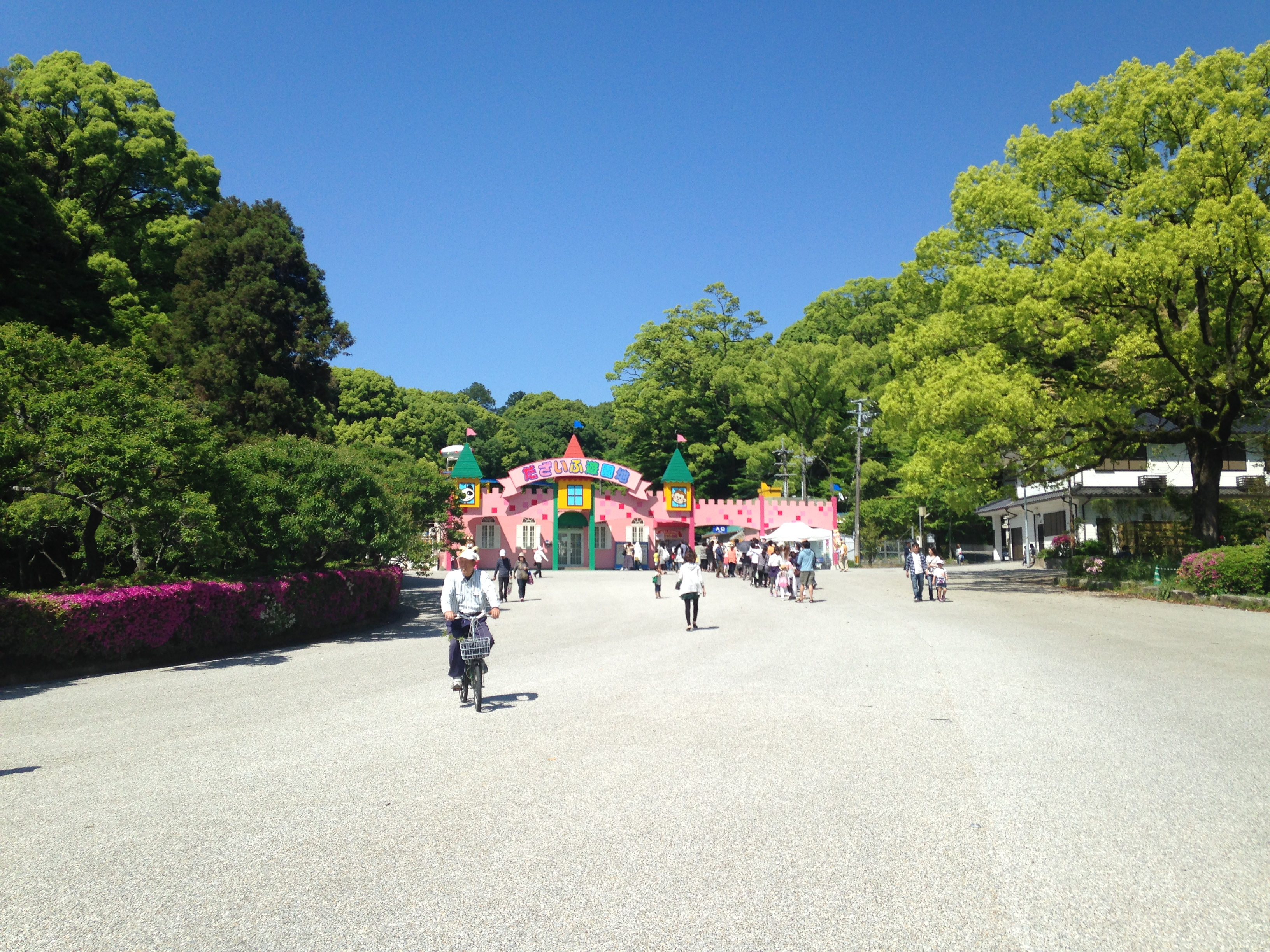
遠景

太宰府天満宮から境内東側約3万平方メートルの敷地の無償貸与を受けて建設された遊園地でゴーカート、コーヒーカップ、メリーゴーランド、水上コースターなど子供向けの遊具約20種類を設置している。なお、ジェットコースターを西日本で初めて導入している。2011年（平成23年）4月に観覧車から幼児が転落する事故があり、その後観覧車は撤去された。
1957年（昭和32年）9月17日に資本金2500万円（西鉄・太宰府天満宮各1000万円、その他500万円）で運営会社の太宰府園が設立され、同年10月13日に「だざいふえん」の名で開園した。
開園以来、大規模な設備投資を実施することなく推移し、1974年（昭和49年）のピーク時には年間64万人の入場者を記録したが、その後、少子化やレジャーの多様化が進み、2004年（平成16年）には年間13万人まで減少していた。2005年（平成17年）にだざいふえんの近隣に九州国立博物館が開館するのを機に、同年7月から遊具の新規導入および塗り替え、梅をイメージした淡紅色の正面ゲートの新設などの改装工事を約1億円をかけて実施し、同年10月13日に新装開園した。これにあわせて名称も「だざいふえん」から「だざいふ遊園地」に改められた。

## 開園時間
- 開園時間 - 午前10時から午後5時まで（季節により変動）水曜日及び年末は休業

## 交通アクセス
- 西鉄太宰府線太宰府駅から徒歩8分